# Glaubensketten
Glaubensketten ist ein deutsches Stummfilmdrama aus dem Jahre 1916 von Rudolf Meinert mit Bernd Aldor in der Hauptrolle. Im Mittelpunkt der Handlung steht die Glaubensfindung eines Juden mit all seinen Irrungen und Wirrungen.

## Handlung
Irgendwo in einem jüdischen Ghetto im Europa vergangener Zeiten.
Der alte Leiser Menscher ist gestorben, nun soll sein Sohn Todres an seine Stelle treten und mit Erlaubnis des Rabbiners für das Ghetto die Einkäufe in der Stadt erledigen. Rasch ist der Analphabet fasziniert von den wartenden Verlockungen; so sieht Todres zum Beispiel das erste Mal in seinem Leben eine Theatervorstellung. Er beschließt, das Ghetto für immer zu verlassen, um Schauspieler zu werden. Todres lässt nicht nur seine Mutter zurück: Er streift auch seine jüdische Identität ab, rasiert seine Pejes, kürzt den Kaftan, lernt bei dem Mönch Paulus Lesen und Schreiben und nennt sich als Künstler fortan Theodor Tews.
In nur fünf Jahren ist er ein berühmter Mann geworden. Tews ist in der Zwischenzeit Hofschauspieler geworden, verleugnet seine jüdische Identität und hat doch Dora geheiratet, die Tochter eines jüdischen Bankiers. Schließlich wurde er vom Fürsten sogar in den Adelsstand erhoben. Derweil hat ihn sein altes Ghetto aus seinen Reihen ausgeschlossen, da er mit zu vielen Dingen gebrochen habe, das jüdisches Leben ausmache. Auch seine Mutter wird daraufhin wie eine Aussätzige behandelt. Diese beschließt deshalb, nach langer Zeit ihren „verlorenen“ Sohn aufzusuchen.
Todres’ Mutter wird von Dora empfangen, die zu ihrer großen Überraschung erfährt, dass ihr Mann wie sie jüdischen Glaubens ist. Während Todres / Theodor eine Rückkehr ins Ghetto kategorisch ausschließt, ziehen Dora mit beider Sohn dorthin zurück. Als Todres erkennen muss, dass sich Dora tatsächlich zu diesem Schritt entschlossen hat, verzichtet er auch Ruhm und Titel und will nun auch den Weg zurück einschlagen, doch der Wächter weist ihn am Eingangstor zum Ghetto ab. Todres beschließt Mönch zu werden und schließt sich dem Orden seines alten Mentors, dem Prior Paulus, an. Im Kloster schreibt er seine Lebenserinnerungen: „Glaubensketten“.

## Produktionsnotizen
Glaubensketten entstand ab Ende 1915 für Meinerts Produktionsfirma Meinert-Film Bürstein & Janak, Berlin. Der Film besaß sechs Akte und war bei seiner Wiener Aufführung etwa 1900 Meter lang, das entspricht einer Spieldauer von gut anderthalb Stunden. Es wurde ein Jugendverbot erlassen. Die Uraufführung fand statt am 31. März 1916 in den Berliner Union-Theatern.
Bei dem im Programmheft als „der kleine Lisson“ angegebene Darsteller handelt es sich um den damals noch nicht einmal dreijährigen Sohn von Heinrich Lisson, der später als Theo Nischwitz Karriere beim deutschen Film als Spezialeffektekünstler machen sollte. Auch die anderen Darsteller mit Ausnahme von Aldor wurden nicht mit dem Vornamen genannt.

## Kritik
In Paimann’s Filmlisten ist zu lesen: „Stoff sehr gut, Photos, Szenerie und Spiel prima, für intelligentes, insbesondere aber für jüdisches Publikum ein Schlager“.